# Eric Idle
Eric Idle (South Shields, 29 marzo 1943) è un attore, comico, scrittore, sceneggiatore e cantautore britannico, noto per essere stato uno dei membri dei Monty Python (per i quali s'occupava anche della "parte musicale", realizzando la maggior parte delle canzoni che figuravano talvolta nei loro numeri) e del gruppo comico-musicale dei Rutles.

## Primi anni
A 2 anni perse il padre in un incidente stradale, crebbe in un istituto di carità dove per sopravvivere all'ambiente violento sviluppò una personalità divertente e sovversiva. Negli anni successivi partecipò a diverse manifestazioni popolari, e grazie allo studio intenso riuscì ad entrare all'Università di Cambridge dove studiò Anglistica. Grazie ad alcuni sketch presentati a delle feste, fu invitato ad iscriversi al circolo universitario di teatro comico Footlights dove incontrò i futuri Python Graham Chapman e John Cleese.
Terminata l'università, cominciò a lavorare come autore comico. Nello staff di autori del programma The Frost Report si trovò fianco a fianco con gli altri futuri Python Terry Jones e Michael Palin, oltre a Cleese e Chapman. In seguito, con Jones, Palin e Terry Gilliam in qualità di animatore, realizzò il programma comico per bambini Do Not Adjust Your Set, che ebbe molto successo anche tra gli adulti.

## I Monty Python
Nel 1969 Idle, Jones, Palin e Gilliam erano in attesa di realizzare una trasmissione per ITV, ma la conferma tardava ad arrivare. Furono contattati da Cleese e Chapman (che avevano già lavorato con Palin nello speciale How to irritate people) per un programma comico per la BBC. Il programma fu chiamato Monty Python's Flying Circus e il successo fu tale che i sei vennero identificati da allora come i Monty Python.
Di spirito fortemente indipendente, a differenza delle coppie Cleese/Chapman e Jones/Palin Idle scriveva la maggior parte degli sketch da solo (Gilliam si occupava delle animazioni). Era leggermente svantaggiato quando si trattava di votare quale materiale includere nello show.
I suoi testi erano spesso caratterizzati da un'ossessione verso il linguaggio e la comunicazione: molti dei suoi personaggi avevano delle peculiarità verbali (l'uomo che parla per anagrammi, l'uomo che è alternativamente gentile e maleducato) o utilizzavano all'esasperazione gli schemi e le frasi fatte di varie categorie professionali nel corso di lunghi monologhi. Altri erano caratterizzati da una patologica falsità (Timmy Williams, i fratelli Piranha).
Ammiccò spesso alla cultura giovane dell'epoca (era il membro più giovane del gruppo) trattando temi controversi come musica pop, uso di stupefacenti e libertà sessuale (con ampio uso di doppi sensi come in Eh? Eh?).
Compose molti dei più famosi numeri musicali dei Monty Python, tra cui Galaxy Song per Il senso della vita e Always Look on the Bright Side of Life per Brian di Nazareth. Quest'ultima venne riproposta nel corso degli anni da Harry Nilsson, Bruce Cockburn, Art Garfunkel e Green Day. Fu cantata in occasione del funerale di Graham Chapman. Durante la Guerra delle Falkland, l'equipaggio di una nave colpita la cantò in coro nell'attesa di essere soccorso.
Viene cantata anche nella cerimonia di chiusura delle olimpiadi di Londra 2012 da Idle stesso.
Nel 2014 i Pythons si ritrovarono dopo 31 anni dal loro ultimo film, dando vita al loro ultimo spettacolo: Monty Python Live (mostly). Idle ebbe una parte importante nella pre-produzione. Si occupò di molti aspetti (tra cui quelli musicali) e curò la regia dello show.

## Dopo i Monty Python
Realizzò con altri comici uno sketch show chiamato Rutland Weekend Television. Un prodotto collaterale della trasmissione fu la creazione dei Rutles, una parodia dei Beatles. La band divenne popolare specialmente negli Stati Uniti dove apparve al Saturday Night Live. Nel 1978 andò in onda sulla NBC un mockumentary sulla band dal titolo All You Need Is Cash con John Belushi, Bill Murray, George Harrison e Mick Jagger. Nel 2008 Idle scrisse e diresse lo spettacolo Rutlemania! interpretato da una tribute band dei Beatles.
Nel cinema, recitò con successo in diversi film, mentre i suoi progetti personali ebbero meno seguito. Prestò la voce a personaggi di vari videogame, di South Park, I Simpson, Rudolph, il cucciolo dal naso rosso, Shrek terzo e ad altri prodotti di animazione.
Nel 2004 creò il musical Spamalot, basato sul film Monty Python e il Sacro Graal, che fu nominato per 14 Tony Award e ne vinse 3. In seguito a questo successo, nel 2007 creò l'oratorio Non è il messia (È un ragazzaccio) basato sul film Brian di Nazareth.
Scrisse diversi libri, molti dei quali basati sui suoi progetti.

## Vita privata
È stato sposato dal 1969 al 1978 con l'attrice Lyn Ashley, da cui ha avuto un figlio, Carey, nato nel 1973.
Dal 1981 è sposato con l'attrice Tania Kosevich, da cui ha avuto una figlia, Lily, nata nel 1990.

## Filmografia parziale

### Attore

#### Cinema
- E... ora qualcosa di completamente diverso (And Now for Something Completely Different) (1971)
- Monty Python e il Sacro Graal (Monty Python and the Holy Grail) (1974)
- All You Need Is Cash (1978)
- Brian di Nazareth (Monty Python's Life of Brian) (1979)
- Barbagialla, il terrore dei sette mari e mezzo (Yellowbeard), regia di Mel Damski (1983)
- Monty Python - Il senso della vita (Monty Python's The Meaning of Life) (1983)
- Ma guarda un po' 'sti americani! (National Lampoon's European Vacation), regia di Amy Heckerling (1985)
- Le avventure del barone di Münchausen (The Adventures of Baron Munchhausen) (1988)
- Suore in fuga (Nuns on the Run) (1990)
- Duca si nasce! (Splitting Heirs) (1993)
- Casper (1995)
- Il vento nei salici (The Wind in the Willows) (1996)
- Hollywood brucia (1997)
- The Rutles 2: Can't Buy Me Lunch (2002)
- Hollywood Homicide (2003)
- Ella Enchanted - Il magico mondo di Ella (Ella Enchanted), regia di Tommy O'Haver (2004)

#### Televisione
- Il giro del mondo in 80 giorni – miniserie TV (1989)
- Attenzione: fantasmi in transito (The Scream Team), regia di Stuart Gillard – film TV (2002)

### Sceneggiatore
- E... ora qualcosa di completamente diverso (And Now for Something Completely Different) (1971)
- Monty Python e il Sacro Graal (Monty Python and the Holy Grail) (1974)
- All You Need Is Cash (1978)
- Brian di Nazareth (Monty Python's Life of Brian) (1979)
- Monty Python - Il senso della vita (Monty Python's The Meaning of Life) (1983)
- Duca si nasce! (Splitting Heirs!) (1993)
- The Rutles 2: Can't Buy Me Lunch (2002)

### Doppiatore
- Mignolo e Prof. - serie TV, 1 episodio (1998)
- La spada magica - Alla ricerca di Camelot (Quest for Camelot) (1998)
- Rudolph, il cucciolo dal naso rosso (Rudolph the Red-Nosed Reindeer: The Movie) (1998)
- Il segreto di NIMH 2 - Timmy alla riscossa (Secreto pf NIHM 2: Timmy to the Rescue) (1998)
- South Park - Il film: più grosso, più lungo & tutto intero (South Park: Bigger Longer & Uncut) (1999)
- La carica dei 102 - Un nuovo colpo di coda (2000)
- House of Mouse - Il Topoclub (2 episodi, 2001-2002)
- Pinocchio (2002) nella voce nella versione inglese di Medoro
- Shrek terzo (Shrek the Third) (2007)
- I Simpson (4 episodi, 2003-2012)
- Un'occasione da Dio (Absolutely Anything), regia di Terry Jones (2015)

## Doppiatori italiani
- Edoardo Nevola in E ora qualcosa di completamente diverso e Brian di Nazareth (Solo personaggio Sig. Cheeky)
- Oreste Lionello in Monty Python e il Sacro Graal
- Bombolo in Monty Python e il Sacro Graal (Solo personaggio Immortezzaio)
- Natalino Libralesso in Barbagialla, il terrore dei sette mari e mezzo
- Tonino Accolla in Monty Python - Il senso della vita
- Mino Caprio in Ma guarda un po' 'sti americani!
- Luciano De Ambrosis in Le avventure del barone di Munchausen
- Massimo Dapporto in Il giro del mondo in 80 giorni
- Renato Cortesi in Suore in fuga
- Dario Penne in Duca si nasce!
- Wladimiro Grana in Casper
- Sergio Di Stefano in Il vento nei salici
- Sergio Di Giulio in Hollywood brucia
- Ambrogio Colombo in Ella Enchanted - Il magico mondo di Ella
- Oreste Baldini in Monty Python's Flying Circus (doppiaggio tardivo)
- Massimo Lodolo in Brian di Nazareth (doppiaggio tardivo)
- Massimo De Ambrosis in Brian di Nazareth (Ridoppiaggio DVD)
- Sandro Acerbo in Monty Python - Il senso della vita (Ridoppiaggio DVD)

Da doppiatore è stato sostituito da:
- Luca Biagini in I Simpson
- Gigi Proietti in La spada magica - Alla ricerca di Camelot
- Fabrizio Vidale in Rudolph, il cucciolo dal naso rosso
- Edoardo Nevola in Il segreto di NIHM 2 - Timmy alla riscossa
- Sergio Graziani in South Park - Il film: Più grosso, più lungo & tutto intero
- Francesco Paolantoni in La carica dei 102 - Un nuovo colpo di coda
- Francesco Vairano in Shrek terzo

## Opere
- Hello, Sailor, 1975  ISBN 0-297-76929-4
- The Rutland Dirty Weekend Book, 1976  ISBN 0-413-36570-0
- Pass the Butler, play script, 1982  ISBN 0-413-49990-1
- The Quite Remarkable Adventures of the Owl and the Pussycat, 1996  ISBN 0-7871-1042-6
- The Road to Mars, 1998  ISBN 0-7522-2414-X (hardcover), ISBN 0-375-70312-8 (paperback)
- Eric Idle Exploits Monty Python Souvenir Program, Green street Press, 2000
- The Greedy Bastard Tour Souvenir Program, Green street Press, 2003
- The Greedy Bastard Diary: A Comic Tour of America, 2005  ISBN 0-06-075864-3

## Curiosità
- Eric Idle è stato vegetariano per 30 anni.
- Un asteroide, 9620 Ericidle, è chiamato così in suo onore.
- Ha doppiato il personaggio Scuotivento (Rincewind) per la serie di videogame punta e clicca "Discworld" di Psygnosis, ispirati a loro volta dagli eventi narrati nei libri del famoso scrittore fantasy Terry Pratchett, creatore della saga del Mondo Disco (Discworld).